# Chodníček smrti
Chodníček smrti byl médii užívaný název pro úzkou pěší cestu podél Legerovy a Wilsonovy ulice spojující Hlavní nádraží a křižovatku před budovami Národního muzea.

## Základní informace
Chodci měli náročné podmínky pro překonání trasy 250 metrů dlouhého chodníčku ze dvou hlavních důvodů: kvůli nedostatečné šířce (v některých úsecích měl šířku pouhých 30 centimetrů) a kvůli intenzivní automobilové dopravě přiléhající severojižní magistrály. Po přestavbě na podzim roku 2019 byl chodníček transformován na plnohodnotný bezpečný chodník.

### Trasa
Chodníček začínal na křižovatce ulic Vinohradské a Legerovy, se kterou souběžně pokračoval do ulice Wilsonova. Tam míjel vjezd do garáží přiléhajících k hlavnímu nádraží. A v podobě pouze obrubníku pokračoval k bočnímu vchodu Fantovy budovy. Úsek od křižovatky ke garážím byl přestavbou z roku 2019 rozšířen, ale dál k Fantově budově nikoliv. Na tuto rekonstrukci o čtyři roky později (na jaře 2024) navázala Správa Železnic, otevřením průchodu skrz zeď do té doby oddělující konec chodníku od prvního nástupiště nádraží. Díky tomu se chodci z chodníku bezpečně dostanou až do prostor nádraží.

### Přestavba
Přestavba na podzim roku 2019 změnila rozměry i bezpečnost chodníku. Z původních 30 cm se chodník rozšířil na 175 centimetrů v nejužším místě, v nejširším místě pak dosáhl chodník šířky tří metrů. Stavba navazuje na rekonstrukci muzejní oázy, prostoru mezi starou a novou budovou Národního muzea. Dlažba chodníku stejně jako oázy, je žula z Mrákotína. Přestavba chodníku stála 6 milionů korun.

## Galerie
- Konec chodníku i po rekonstrukci z roku 2019 „končil do ztracena”
- Konec chodníku v roce 2024 za vchodem na nádraží
- Nový vchod z Wilsonovy ulice z roku 2024
- Nový vchod z Wilsonovy ulice z roku 2024
- Cesta od vchodu z Wilsonovy ulice k prvnímu nástupišti
- Chodník směrem ke křižovatce ulic Vinohradské a Legerovy
- Chodník od garáží k Fantově budově
- Detailní fotografie chodníku